# موسوعة أولمان للكيمياء الصناعية
موسوعة أولمان للكيمياء الصناعية هي عمل مرجعي يتعلق بالصناعة الكيميائية، ومنشورة باللغتين الإنجليزية والألمانية من عام 2016 وهي موجودة في طبعتها السابعة.

## الناحية التاريخية
نشرت الطبعة الأولى باللغة الألمانية من قبل فريتز أولمان في عام 1914. و نشرت الطبعة الرابعة من عام 1972 إلى 1984، وتحتوي بالفعل على 25 مجلداً. و الطبعة الخامسة فقد نشرت في عام 1985 إلى 1996، وكانت النسخة الأولى المتاحة باللغة الإنجليزية في عام 1997، أما النسخة الأولى على الإنترنت فكانت متاحة وتم تحديثها على الأقل كل شهر من عام 2016، موسوعة أولمان في طبعتها السابعة تحتوي على 40 مجلداً بما في ذلك حجم فهرس واحد.

## موضوعاتها
تشمل مواضيعها المجالات التالية «المواد الكيميائية العضوية وغير العضوية والمواد المتقدمة والمستحضرات الصيدلانية والبوليمرات والبلاستيك والمعادن والسبائك والتكنولوجيا الحيوية ومنتجات التكنولوجيا الحيوية وكيمياء الأغذية وهندسة العمليات وعمليات الوحدات والطرق التحليلية وحماية البيئة وغيرها».

## المحرر
من عام 2016، كان باربرا إلفرز هو رئيس التحرير، ويتألف مجلس التحرير من 17 محرر و3 منهم من ألمانيا.